# مشاع ۳۳ جهادآباد
مشاع ۳۳ جهادآباد، روستایی از توابع بخش مرکزی شهرستان عنبرآباد در استان کرمان ایران است.

## جمعیت
این روستا در دهستان جهادآباد قرار دارد. براساس سرشماری مرکز آمار ایران در سال ۱۳۸۵، جمعیت آن ۲۵ نفر (۷ خانوار)، براساس سرشماری مرکز آمار ایران در سال ۱۳۹۰، سکنه آن زیر ۳ خانوار و براساس سرشماری مرکز آمار ایران در سال ۱۳۹۵، خالی از سکنه دائم بوده‌است.